# Pulaski (línea Naranja)
Pulaski es una estación en la línea Naranja del Metro de Chicago. La estación se encuentra localizada en 5106 South Pulaski Road en Chicago, Illinois. La estación Pulaski fue inaugurada el 31 de octubre de 1993.  La Autoridad de Tránsito de Chicago es la encargada por el mantenimiento y administración de la estación. La estación se encuentra entre el Aeropuerto Internacional Midway y The Loop.

## Descripción
La estación Pulaski cuenta con 1 plataforma central y 2 vías. La estación también cuenta con 390 de espacios de aparcamiento.

## Conexiones
La estación es abastecida por las siguientes conexiones: 
- Rutas del CTA Buses: #53A Pulaski South #62 Archer (servicio nocturno)